# 하부고 햄
하부고 햄(Jabugo+ham, 스페인어: jamón de Jabugo 하몬 데 하부고[*])은 스페인의 햄이다. 건식염지 생햄인 하몬의 일종으로, 안달루시아주 우엘바도의 시에라데아라세나 이 피코스데아로체 자연공원 내에서 도토리를 먹고 자란 이베리아돼지 고기를 이용해 생산된다. 하몬 이베리코로 분류되며, 하부고(스페인어: Jabugo)라는 이름이 1998년 1월 27일부터 유럽연합의 원산지 명칭 보호(PDO)를 받고있다.

## 이름
스페인어 "하몬(jamón)"은 "햄"을 뜻하는 명사이며, 보통 건식염지 생햄을 일컫는다. "데(de)"는 "~의"라는 뜻의 전치사이다. "하부고(Jabugo)"는 안달루시아주 우엘바도의 도시 이름이다.

## 같이 보기
- 이베리코 햄